# Beta reader
Un beta reader (también betareader, o reducido a beta, antiguamente pre-reader o pre-lector) es una persona que lee una obra escrita, generalmente de ficción, con lo que se ha descrito como «una mirada crítica, con el objetivo de mejorar la gramática, ortografía, caracterización y el estilo general de una historia antes de su lanzamiento al público.»
El autor o escritor, quien se puede denominar como el alfareader (lector alfa), puede utilizar varios «beta» antes de publicar su obra.[cita requerida] El término «beta» es una apropiación de la industria del software que utiliza los términos «alfa» y «beta» para obras internas en curso y obras por conocerse de manera pública, respectivamente (aun cuando la versión «beta» siga siendo probada internamente). Mientras que el uso del concepto y el término es más común entre los escritores de fanfiction, está creciendo en popularidad entre los novelistas, hasta el punto en que algunos han dado las gracias a sus lectores beta (a veces incluso refiriéndose a ellos) en sus agradecimientos. Un beta reader, quien puede o no ser conocido por el autor, puede ayudar como corrector de errores de ortografía y gramática o como un editor tradicional, trabajando en el «flujo» de la prosa. En la ficción, la versión beta podría resaltar fallas en la trama o problemas con la continuidad, caracterización o credibilidad; tanto en ficción como en no-ficción, el beta también puede ayudar al autor con la comprobación de hechos reales.
Otros tipos de grupos de redacción han sido conocidos por usar el término francés, critiquer o  la versión abreviada e informal, critter en el mismo contexto que el beta reader.[cita requerida]